# タンチョウ
タンチョウ（丹頂、Grus japonensis）は、鳥綱ツル目ツル科ツル属に分類される鳥類。日本で鶴と総称される鳥類のうちでは大型で、代表的な種とされ、タンチョウヅルとも呼ばれる。

## 分布
大韓民国北部、中華人民共和国、朝鮮民主主義人民共和国、日本（北海道東部）、ロシア南東部に生息する。
北海道東部で繁殖する個体群と、中華人民共和国北東部やロシア極東部で繁殖する個体群に分かれる。アムール川流域で繁殖し、冬季になると江蘇省沿岸部や朝鮮半島ヘ南下して越冬する。
種小名japonensisは「日本産の」の意。かつては日本列島のより広い地域（北海道から九州まで）に生息していたと思われる。明治期に乱獲により絶滅したと考えられていたが、現在でも北海道東部に生息している。日本では北海道東部（道東）に周年生息（留鳥）し、襟裳岬以東の太平洋岸や根室海峡沿岸部、オホーツク地区、1982年以降は国後島や歯舞諸島、2004年以降は宗谷地区でも繁殖している。越冬地は主に釧路湿原周辺だったが、近年は十勝平野西部や根室地区での越冬例が確認・増加している。日本野鳥の会の観察によると、繁殖地は道東から、かつて棲息していた北海道他地区へ広がりつつあり、2020年には明治時代以来となるウトナイ湖周辺での繁殖確認を公表した。道北のサロベツ原野でも2018年に営巣跡が発見されており、採取された羽のミトコンドリアDNA解析により、ユーラシア大陸から飛来した個体と北海道内に生息する個体がつがいをなした可能性が指摘されている。2023年時点の日本の生息数は、北海道道東を中心に約1850羽とされている。

## 形態
全長102 - 147センチメートル。翼長64 - 67センチメートル。翼開長240センチメートル。体重4 - 10.5キログラム。全身は白い。眼先から喉・頸部にかけては黒い。眼後部から頸部にかけて、白い斑紋が入る。次列風切や三列風切は黒い。
頭頂にはほぼ羽毛がなく黒い剛毛がまばらに生え、血管の透けた赤い皮膚が裸出する。タン（丹）は「赤い」の意で、頭頂に裸出した皮膚に由来する。虹彩は暗褐色。嘴は長く、色彩は黄色や黄褐色。後肢は黒い。気管は胸骨（竜骨突起）の間を曲がりくねる。気管が長く曲がりくねっている為、ラッパの様に数㎞先まで届く大声を発することが可能である。大きな尾羽は白色で、翼を閉じると、翼の黒羽が尻を覆うため、尾羽＝黒色と誤解されやすい。
雌が若干小型であるが、雌雄同色のため見た目で判別できない。ペアで鳴き交わす際、先に「クォー」と鳴くのが雄、「カッカッ」と返すのが雌である。体重は季節に応じて変動し、夏場が最も軽く、越冬前の年末に最も重くなる。雄は7～10㎏、雌は6～8㎏変動する。

## 生態
湿原、湖沼、河川などに生息する。大陸部の個体群は、700 - 2,300キロメートルの距離を移動する。北海道の個体群は繁殖地と給餌場のある越冬地の距離が主に150キロメートル以内だが、ごく一部が300キロメートルを移動して越冬することもある。冬季には家族群もしくは家族群が合流した群れを形成する。日本の個体群と大陸産の個体群は鳴き交わしに差異がある。
食性は雑食で、昆虫やその幼虫、エビ類やカニ類などの甲殻類、カタツムリ類やタニシ類などの貝類、魚類（ドジョウ類やコイ、ヤチウグイ、ヌマガレイなど）、エゾアカガエルなどのカエル、鳥類（アオジやコヨシキリなど）の雛、ヤチネズミ類などの哺乳類、セリやハコベなどの葉、アシやスゲ、フキなどの芽、スギナの茎、フトモモやミズナラなどの果実などを食べる。
繁殖様式は卵生。春～秋の繁殖期に1 - 7平方キロメートルの縄張りを分散して形成する。縄張り意識はとても強く、別個体が侵入すると嘴で激しく攻撃し、嘴が脳を貫通して死亡する事例もある。湿原（北海道の個体群は塩性湿原で繁殖した例もあり）や浅瀬に草や木の枝などを積み上げた直径150センチメートル、高さ30センチメートルに達する皿状の巣を作り、日本では2月下旬から4月下旬に1 - 2個の卵を産む。日本では大規模な湿原の減少に伴い、河川改修によってできた三日月湖や河川上流域にある小規模な湿地での繁殖例が増加している。雌雄交代で抱卵し、抱卵期間は31 - 36日。雛は孵化してから約100日で飛翔できるようになる。生まれたばかりの雛の気管は未発達で、成長に伴って胸骨へ気管が入り込み、1歳ほどで大声を出せるようになる。

## 名称
日本では1133年の『詩序集』が「丹頂」という名称の初出と推定されている。
奈良時代以降は他種と区別されず単に「たづ」「つる」とされ、主に「しらたづ」「しろつる」といえば本種を差していたがソデグロヅルも含んでいたと推定されている。江戸時代には白鶴は主にソデグロヅルを指すようになったが、本種が白鶴とされる例もあった。
江戸時代の本草学でも、現代と同様に鶴といえば本種を指す例が多かった。1666年の『訓蒙図彙』では鶴（くわく）の別名として「つる、たづ、仙禽」が挙げられ仙禽は本種の漢名であること、不審な点はあるものの図から鶴といえば主に本種を差していたと推定されている。一方で1695年の『頭書増補訓蒙図彙』では図は変わらないものの、本種ではなくソデグロヅルかマナヅルを差したと思われる本草網目からの引用・訳文と推定される解説（頬や後肢が赤い）が付け加えられている。1789年の『頭書増補訓蒙図彙大成』では解説は変わらないものの図が新たに描きおこされ、「たんてう（丹頂）」の別名も追加された。『本朝食鑑』では「鶴は『和名類聚抄』にある葦鶴（あしたづ）で、俗称は丹頂である」旨を紹介している。古くはより広域に分布し一般的であったか、後述するように縁起物や芸術作品といった造形物を目にする機会が多かったことから鶴といえば本種という認識が定着していったと考えられている。一方で古くは現代よりも広域に分布していたとはいえ日本全体では本種を見ることはまれであり、実際には鶴はマナヅルを差していたという反論もある。地域差もあり、現代の中国地方に属する備後国（『福山志料』1809年）や周防国（『周防産物名寄』1737年）、長門国（『舟木産物名寄帳』1739年）の文献では鶴の別名を「マナツル」としており、これらの地域では鶴はマナヅルを指していたと推定されている。現代の和歌山県にあたる紀伊国の『紀伊国続風土記』（1839年）では、頭頂が白く頬が赤いという特徴から鶴（白鶴）はソデグロヅルを指していたと推定され、『紀産禽類尋問誌』（年代不明）では丹頂は飛来しないとする記述がある。
1708年の『大和本草』には頭頂が赤く後肢が黒い松前（北海道）に分布する「丹鳥」という鳥類の記述があるが、色は黒いとされている。小野蘭山による1801年の『大和本草批正』では「丹頂」と「丹鳥」を区別し、「丹鳥」は「玄鶴」であるとしている。「玄鶴」に関しては定義が不明瞭なため同定は困難で、オグロヅル、カナダヅル、クロヅル、ナベヅル、ナベコウ、セイケイ（玄鶴の別名を青鶏とする文献があるため）を指すなど複数の説がある。「丹鳥」を本種とする考えもあり「丹鳥」を「丹頂」に書き換える例も多く見られるが、古くは「丹鳥」は複数の定義をもつ語であったと考えられ、『大戴礼記』『あい嚢鈔』『和爾雅』ではホタルの別名、『本草網目目録啓蒙』ではキンケイを指す語であったと推定されている。『観文禽譜』では本種に朝鮮鶴の名称をあてた例もあるが、これは単に「朝鮮半島に由来する鶴」の意と推定されている。
英名の「Red-crowned crane」は「赤い冠を頂くツル」という意味である。

## 人間との関係
食用とされることもあった。一方で日本では縁起物として主に食用とされたのはクロヅルやマナヅルで、本種に関しては江戸時代には「食べる人は少ない」「肉が堅く不味い」という記述がある文献もあり、飼育用や観賞用の需要が高かったと考えられている。アイヌ語では「サロルンカムイ」と呼ばれ、これは「葦原の神」の意がある。縁起物や、芸術作品のモチーフとされることもある。縁起物の組み合わせとして「松上の鶴」があり、実際には樹上にはとまらないツル類とコウノトリを混同していたとする説もある。一方で文献調査では少なくとも江戸時代の博物誌ではツル類および本種とコウノトリ類に共通する名称はなく、分布や形態・生態、食用や薬用としての利用法の相違点が既に記述されていることから、「形態は類似している」という記述は当時からあったものの区別されていたとする説もある。一例として当時ツル類には既に「樹上にとまらない」とする記述もあり、『飼籠鳥』や『庶物類纂』などのように「松上の鶴」の構図を実際にはありえないと否定したり疑問視した文献もある。
少なくとも日本ではソバやトウモロコシなどを食害する害鳥とみなされることもある。牛舎に侵入して家畜を驚かせて怪我をさせたり牛乳の生産量に影響を与えたりするほか、飼料を発酵させるためのラップサイロやバンカーサイロを嘴で破るなどの被害も報告されている。後述するように高病原性インフルエンザや口蹄疫などの感染症が流行した場合に、家畜へ感染症を伝搬させることも危惧されている。
アムール川流域では野火による植生変化や巣材の減少により、中華人民共和国では農地開発による繁殖地の破壊などにより生息数は減少している。1975年の絶滅のおそれのある野生動植物の種の国際取引に関する条約（ワシントン条約）発効時から、ワシントン条約附属書Iに掲載されている。

### 日本

#### 生息環境の悪化
日本では1924年に釧路湿原で10数羽が再発見されるまでは絶滅したと考えられていた。後述する1935年に始まった冬季の餌付けが成功したことで1960年代までは増加傾向にあったが、1960年代前半以降は主に電線との衝突による事故死（1964・1965・1972・1973年は生息数の約10 %が事故死し、以降は年あたり約10羽が事故死）により生息数が減少した。伊藤良孝氏が給餌をはじめその後日本野鳥の会が参加して大規模な給餌を開始したことから1970年代後半から再び生息数が増加した。生息数が増加する一方で人間への依存度が高くなり、生息数増加に伴う繁殖地の不足が問題となっている。車両や列車との交通事故、牛用の屎尿溜め（スラリー）への落下事故の増加などの問題も発生し、動物園など施設が保護収容を行うも、歩行困難になる事例が多く、交通事故防止の啓発稼働が施設側を通じて行われている。餌付け時にカモ類やカラス類のような他種の鳥類も含めて過密化することから感染症の蔓延も懸念されている。餌づけの餌目当てに集まるキツネ類、シカ類、オジロワシやオオワシなどと接する機会が増えるが、これらのうち捕食者となりうる生物に対しては餌付け場で捕食されることはないものの見慣れることで警戒心がなくなってしまうことが懸念されている。イヌやシカが湿原の内部まで侵入しており、繁殖への影響も懸念されている。また近年では個体数増加による生息地内の過密化が問題となり、タンチョウ同士の喧嘩による負傷で関連施設へ保護収容されるケースは、保護収容全体の4％に上っている。

#### 生息数の推移
北海道での1952 - 1953年における生息数は33羽。1962年における生息数は172羽、1988年における生息数は424羽。2004年における生息数は1,000羽以上、2012年における確認数は1,470羽で生息数は1,500羽以上と推定されている。2008年の繁殖ペア数は285ペア、2010年の繁殖ペア数は345ペアが確認されている。北海道庁は1952年度から個体数把握調査を続けており（調査地点は2021年12月調査では40市町村の約300カ所）、2021年1月時点では飼育下を含めて1516羽と調査開始以来の過去最多であった。
絶滅危惧II類 (VU)（環境省レッドリスト）
日本では北海道庁により1889年に狩猟が禁止され、1890年に現在の千歳市周辺が禁猟区に指定されたのに続き、1892年に日本国内でのツル類の狩猟が禁止、1925年に再発見された地域が禁猟区に指定された。1935年に繁殖地も含めて国の天然記念物、1952年に「釧路のタンチョウ」として繁殖地も含めて特別天然記念物、1967年に地域を定めず種として特別天然記念物に指定されている。1993年に種の保存法施行に伴い、国内希少野生動植物種に指定されている。北海道では自然保護団体などによる繁殖地の買い上げ（ナショナルトラスト運動）や、冬季に穀物を給餌している。初期にもセリの移植、ドジョウの放流やソバの散布、1940年には餌を奪う他の鳥類の駆除などの保護対策が行われたが、冬季の食糧不足から生息数はほとんど上昇しなかった。2015年度には環境省により、冬季の給餌量を段階的に減少させる方針が打ち出されている。1952年に大雪に伴い人里に近づいた個体に対し、阿寒村と鶴居村で餌付けに成功した。日本野鳥の会でも啓蒙活動やナショナルトラスト運動が進められ、1987年には鶴居・伊藤タンチョウサンクチュアリを開設している。主に釧路市動物園などでは野生で怪我を負ったり病気になった個体を収容し、野生に復帰させる試みが進められている。死亡してしまう個体や、救命できても野生への復帰が困難で義足をつけて釧路市動物園で飼育・展示される個体もある。釧路市動物園ではそれ以外にも、野生種の感染症による不測事態に対応するための飼育下繁殖群の維持や、環境省のタンチョウ保護増殖事業の一環として、死亡個体の解剖及び原因調査の記録保存によって培われたデータを、園内の普及活動や大学などの研究機関と連帯しての調査研究に活かし、保護活動へのフィードバックを行っている。

#### 交通事故
体の大きいタンチョウは他の鳥類のようにすばやく飛び立つことが出来ず、交通事故の被害が2024年度に過去最多となった。環境省釧路自然環境事務所によると、2000～24年度に傷ついたり死んだりして収容されたタンチョウ計806羽のうち交通事故が原因だったのは約1/4の192羽にも上りさらに2024年度は初めて20羽に達した。釧路市動物園はドライバーらに事故防止を呼びかける動画を製作し、タンチョウが車の行き交う道路を横断する様子や事故で骨折してリハビリに励む姿などを収め「道路横断していたら必ず減速を」と呼びかけている。

#### 飼育
日本では江戸時代には寺院などで飼育されることもあり、明治・大正時代の第二次世界大戦以前にも既に多く飼育され、飼育下繁殖にも成功していたとされる。具体例として恩賜上野動物園（上野動物園）では1875年に飼育され、1913年には京都市動物園で10羽、1923年には上野動物園で11羽が飼育されていたという記録がある。遅くとも1895年には、上野動物園や新宿御苑では飼育下繁殖に成功していたとされる。戦前は朝鮮半島から輸入された個体が、主に飼育されていた。1950年代には上野動物園などで人工孵化や人工育雛などの試みが進められるようになった。戦後は中華人民共和国から輸入された個体に由来する個体が、主に飼育されている。
岡山県では岡山後楽園で宝永元年（1704年）頃に飼われるなど江戸時代から飼育されており、2022年3月末時点、4施設に合計57羽がいる。同県は「タンチョウ将来構想」で自然との共生のシンボルと位置付けており、岡山県自然保護センター（和気町）は、飛翔可能な状態で飼育しているのは北海道以外では岡山県のみと説明している。昭和初期には皇居のつがいを贈られたことがあり、第二次世界大戦で飼育が一時途絶えたものの、1955年12月に、当時の中国科学院院長で岡山の旧制第六高等学校で学んだことのある郭沫若より後楽園へ2羽が寄贈されて飼育を再開した。
縄張り意識と攻撃性の強さから、各個体の安全を守るため、1つのゲージに対して1羽～2話（ペア限定）、雛を含めば1家族（3～4羽）しか飼育できない。飼育下での平均寿命は約30年。最長記録は46歳6カ月である。

## 画像

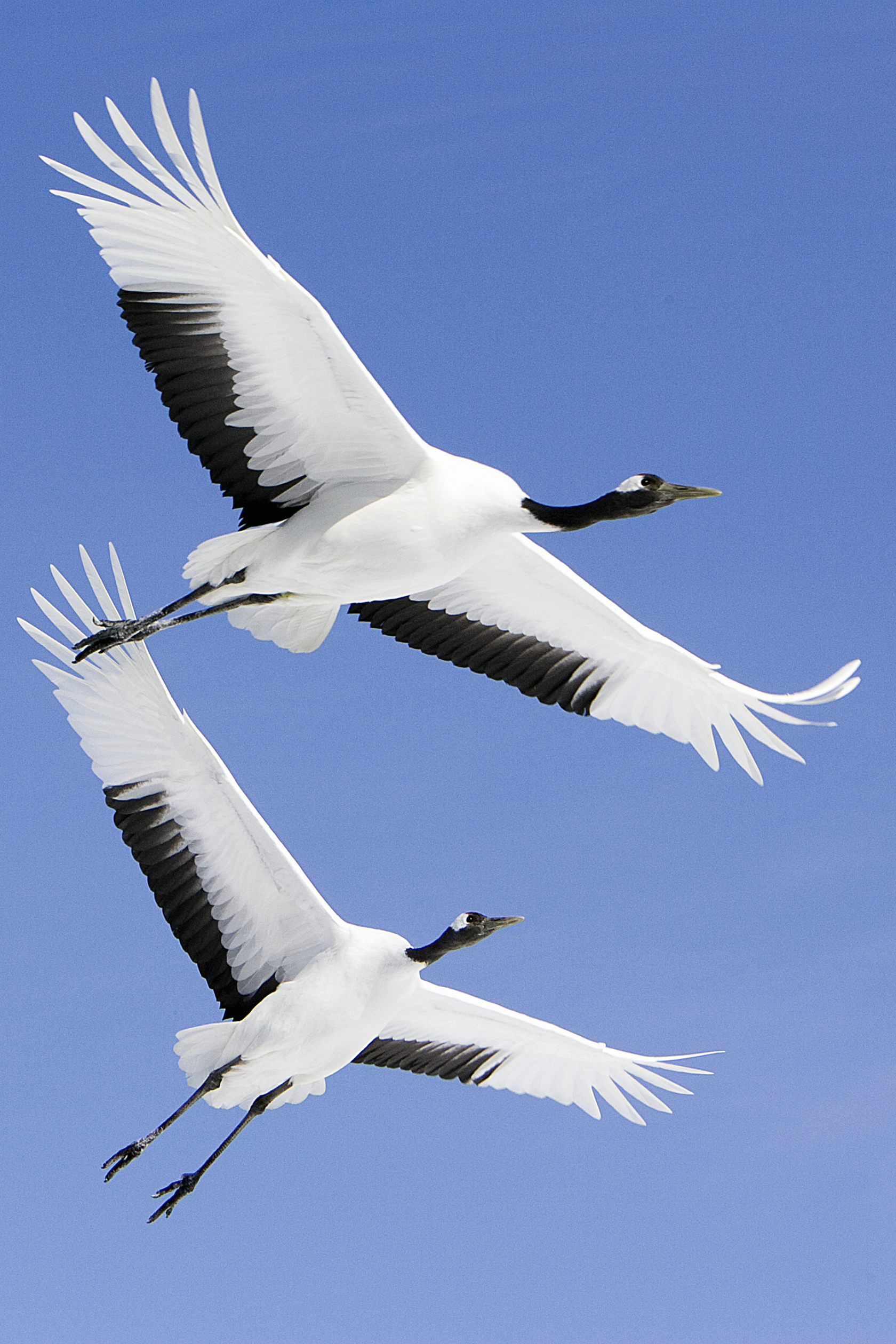
飛翔
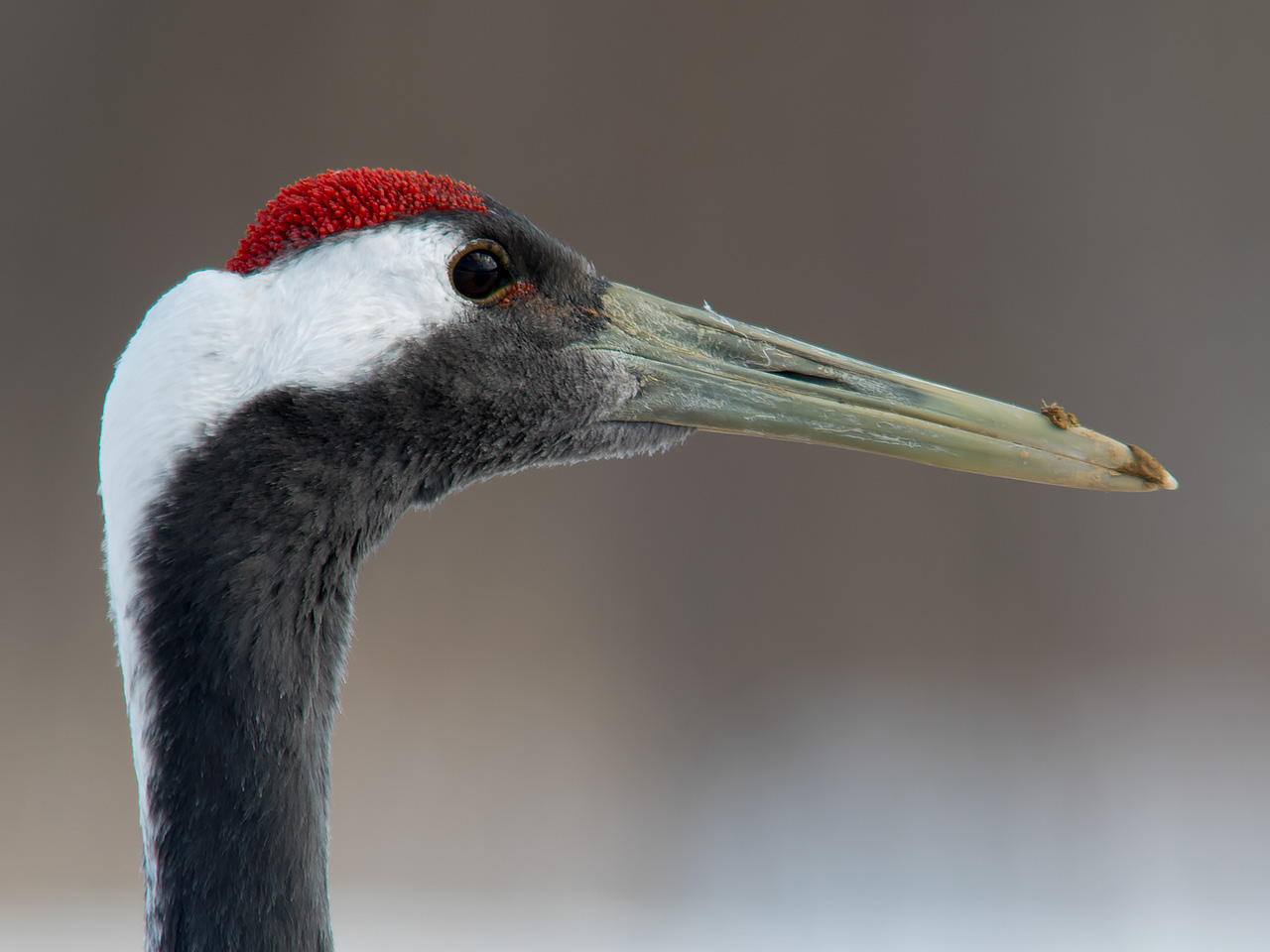
頭部
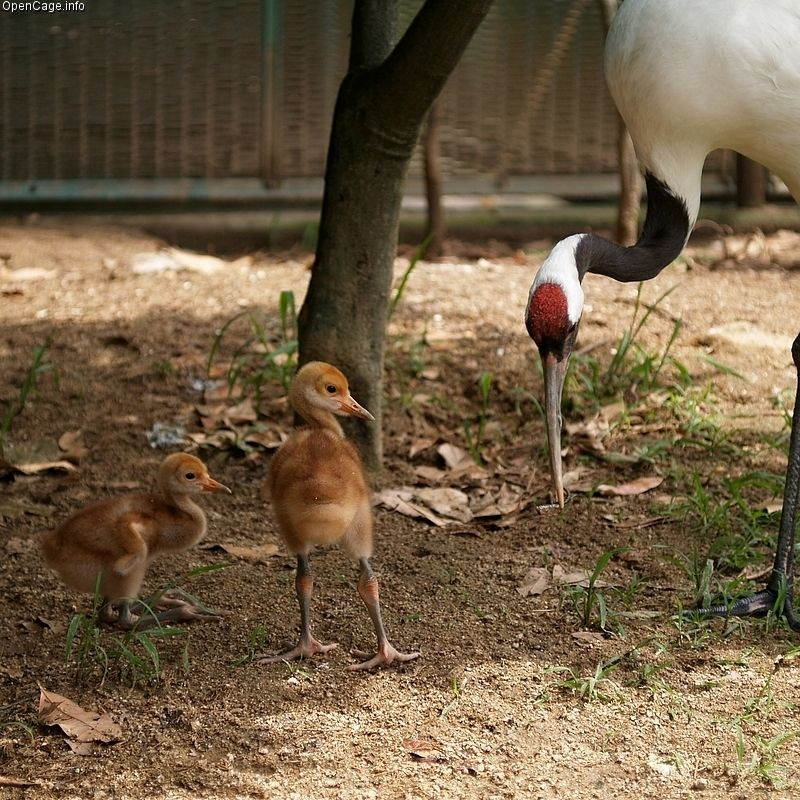
雛
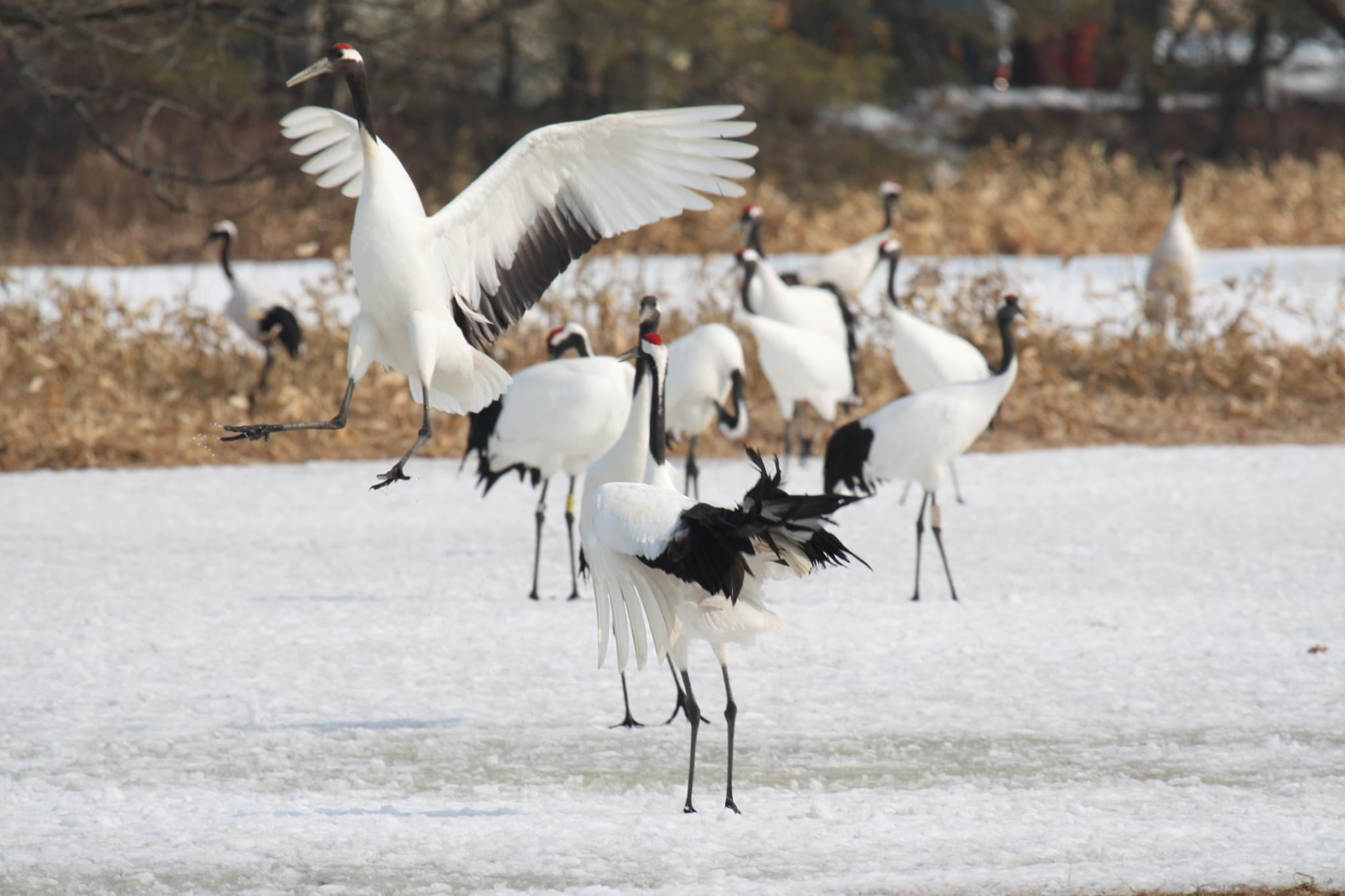
群れ
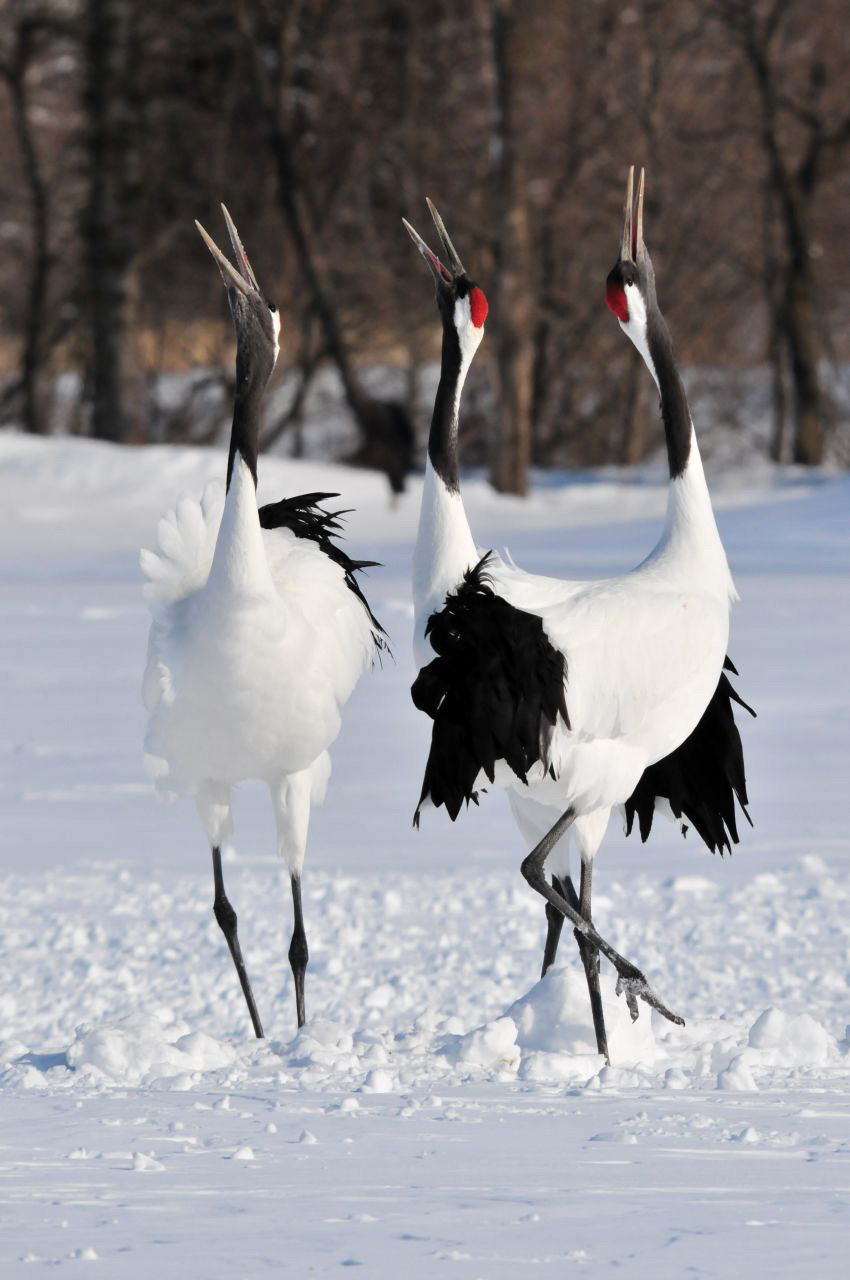
鳴き声を上げている個体
- 採食

## 江戸のタンチョウ

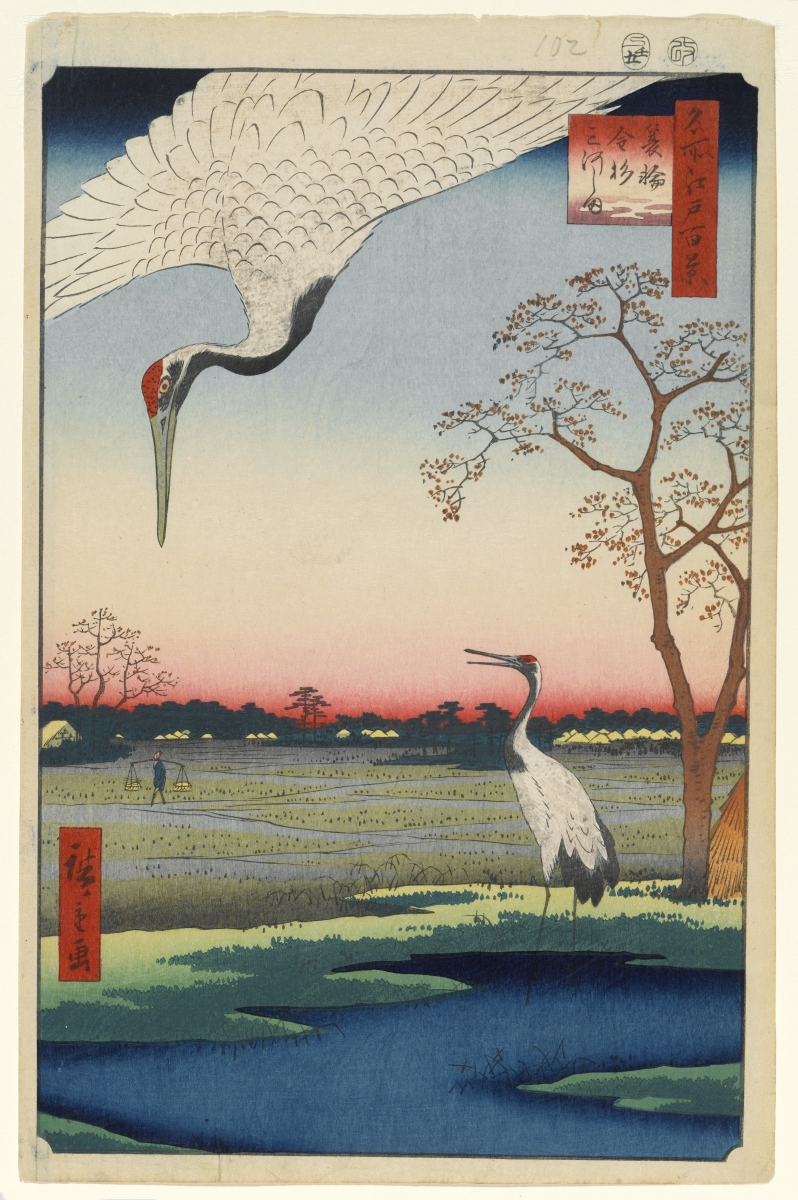
広重は『名所江戸百景』の中で江戸に飛来していたタンチョウを描いている。葉題「蓑輪金杉三河島」。

江戸時代には、江戸近郊の三河島村（現在の荒川区荒川近辺）にタンチョウの飛来地があり、手厚く保護されていた。
タンチョウは毎年10月から3月にかけて見られたという。江戸幕府は一帯を竹矢来で囲み、「鳥見名主」のほか給餌係、野犬を見張る「犬番」を置いた。給餌の際はささらを鳴らしてタンチョウを呼んだが、タンチョウが来ないときは荒川の向こうや西新井方面にまで探しに行ったという。タンチョウは午後6時頃から朝6時頃まではどこかへ飛び去るので、その間は矢来内に入ることを許された。近郷の根岸、金杉あたりではタンチョウを驚かさないように凧揚げも禁止されていたという。
こうした“鶴御飼附場”では将軍が鷹狩によって鶴を捕らえる「鶴御成」も行われた。

## 文化の中のタンチョウ
東アジアにおいては古くから、タンチョウはその清楚な体色と気品のある体つきにより特に神聖視され、瑞鳥とされ、ひいては縁起の良い意匠として、文学や美術のモチーフに多用されてきた。また、「皇太子の乗る車」を指して「鶴駕（かくが）」と呼ぶように、高貴の象徴ともされた。
道教的世界観の中では特に仙人、仙道と結びつけられ、タンチョウ自体が大変な長寿であると考えられたほか、寿星老人が仙鶴に乗って飛来するとか、周の霊王の太子晋が仙人となって白鶴に乗って去ったといった説話が伝えられている。
なお、古来の日本で「花」といえば梅を指したのと同じように、伝統的には、中国や日本で単に「鶴」と言えばタンチョウを指しているのが通常である。
また古くは鶴を指して「たづ」とも呼んだ。

### 日本
8世紀の皇族・長屋王の邸宅跡地からはタンチョウらしき鶴の描かれた土器が出土しており、これが現在知られている中で最古のタンチョウを描いた文物である。平安時代から室町時代にかけては鏡の装飾に鶴文（つるもん）が多く使われた。
鶴ほど広範囲に様々な意匠に用いられているモチーフは他に例がない。鎌倉時代の太刀や笈（おい）、平安貴族で歌人の紀貫之の用いた和歌料紙、厳島神社の蒔絵小唐櫃、日光東照宮陽明門の丸柱、仁阿弥の陶器、海の長者の大漁祝い着、沖縄の紅型染め、久留米の絵絣、修学院離宮の茶室に見られる羽子板形の七宝引手、光琳の群鶴文蒔絵硯箱、江戸の釜師・名越善正が鋳た鶴に亀甲菊文蓋の茶釜など、その実例を挙げるに及んでは枚挙に暇がない。
室町時代に入る前後から宋・元時代の中国から花鳥画の習俗が日本へ入ってくると、優美な姿のタンチョウは好んで描かれるモチーフの一つとなった。江戸時代の絵師・伊藤若冲のような画風の異なるものも含め、多くの画家によって現在まで多数の作品が描かれている。
通俗的には、「亀は万年の齢を経、鶴は千代をや重ぬらん」と能曲『鶴亀』や地唄にも謡われるように、鶴と亀はいずれも長寿のシンボルとされ、往々にしてセットで描かれてきた。また花鳥画以来の伝統として松竹梅などと併せて描かれることも多い。花札の役札「松に鶴」などもこうした流れのものであるということができる。
アイヌ民族の間にはタンチョウの舞をモチーフにした舞踊なども伝えられている。
近年の文化上の事例としては、1964年（昭和39年）、北海道の道鳥に指定されているほか、1984年（昭和59年）に発行された千円紙幣は裏面にタンチョウの意匠を用いている。
日本航空のシンボルマークはいわゆる「鶴丸」だが、これはタンチョウのイメージに乗せて用いられている。

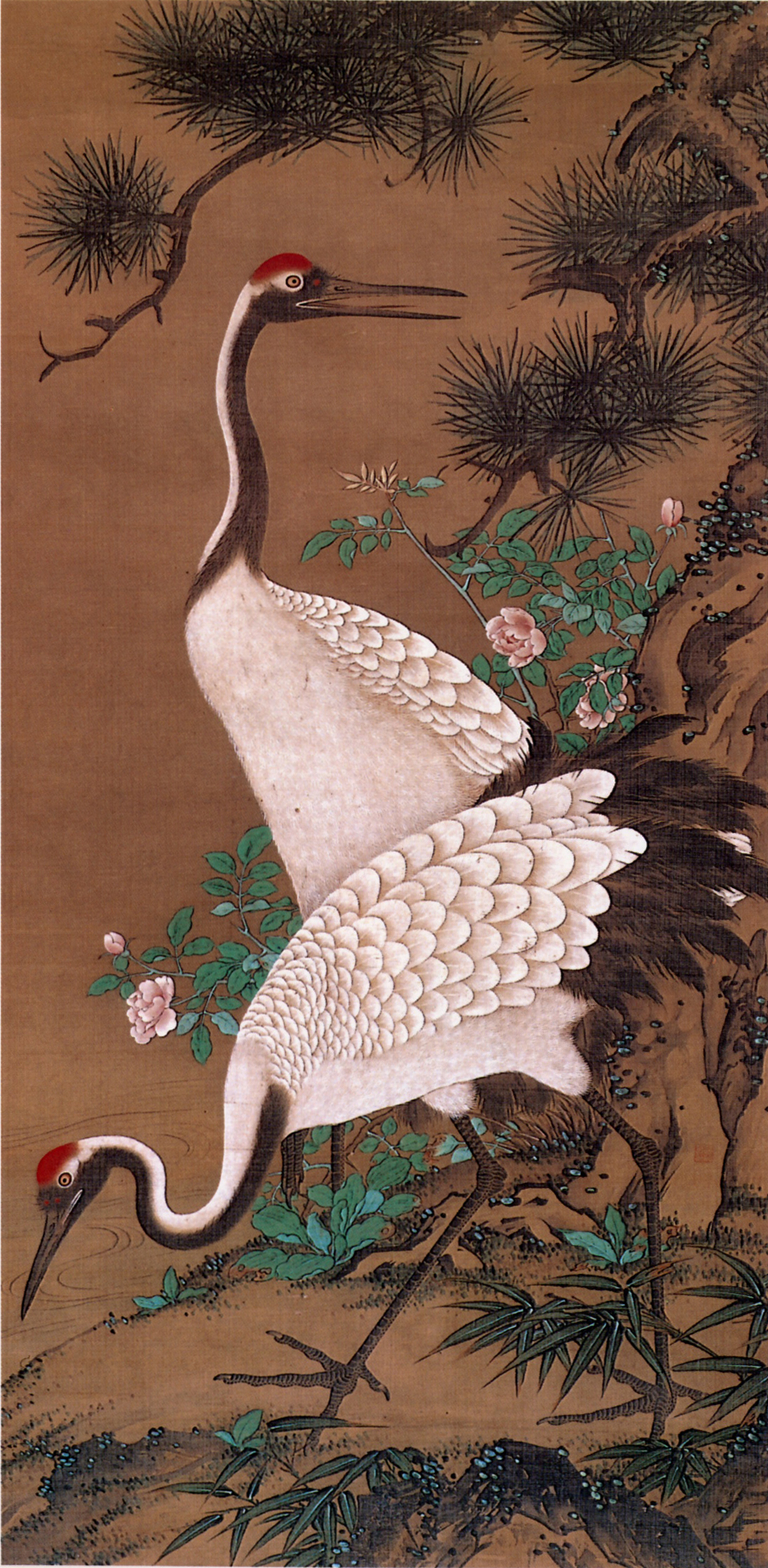
渡辺秀石『双鶴図』（17世紀）。中国風の、いわゆる花鳥画の作風。
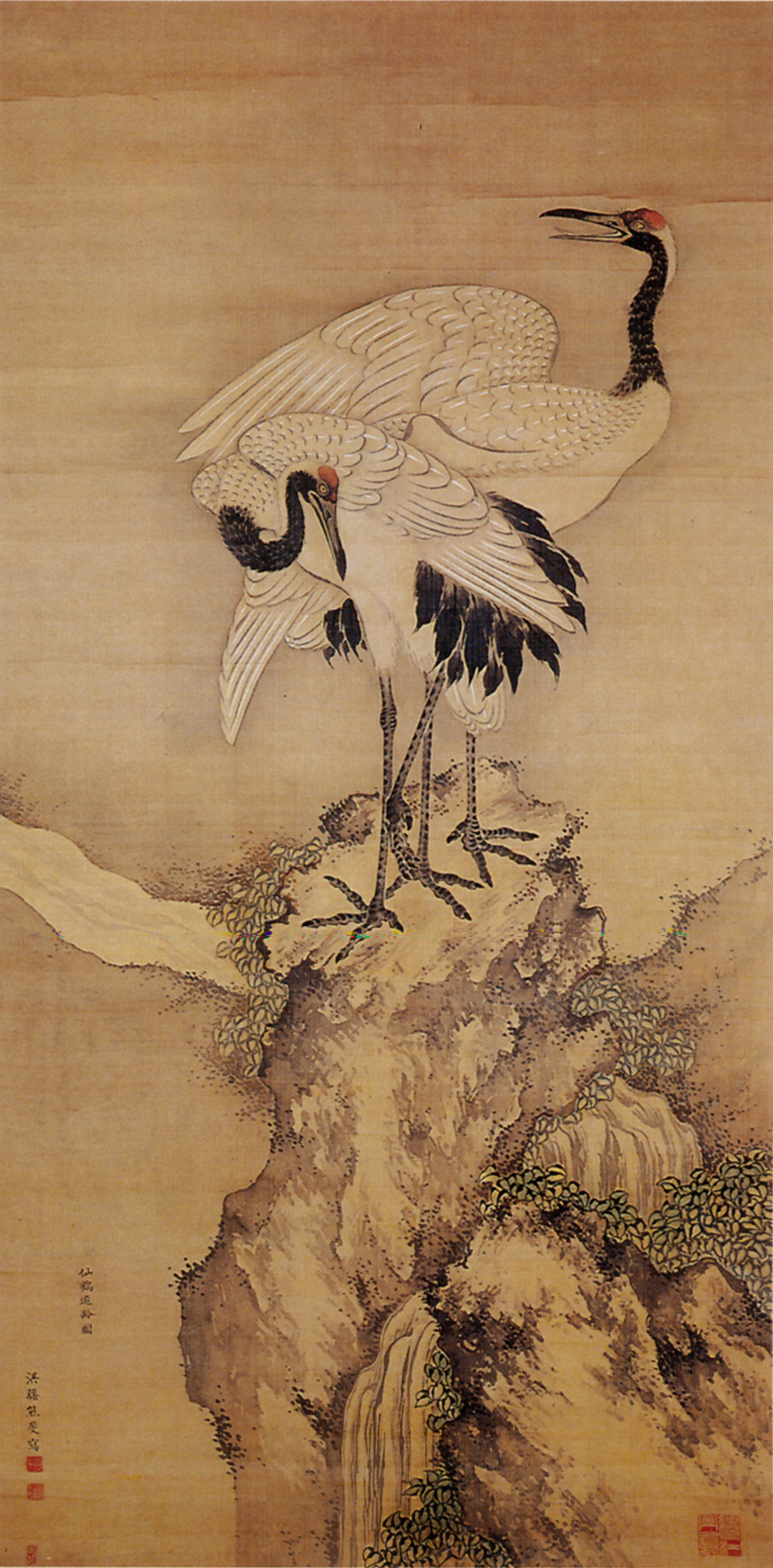
熊代熊斐『双鶴図』（18世紀）
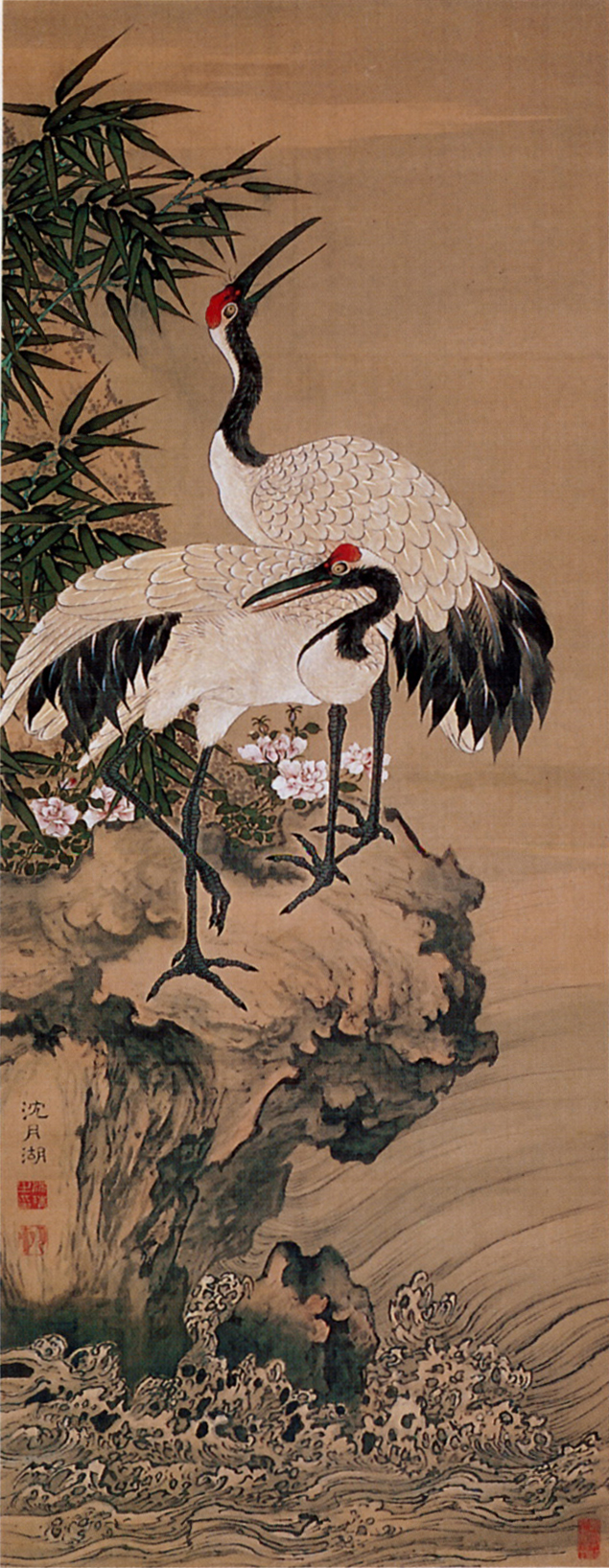
大友月湖『双鶴図』（18世紀）
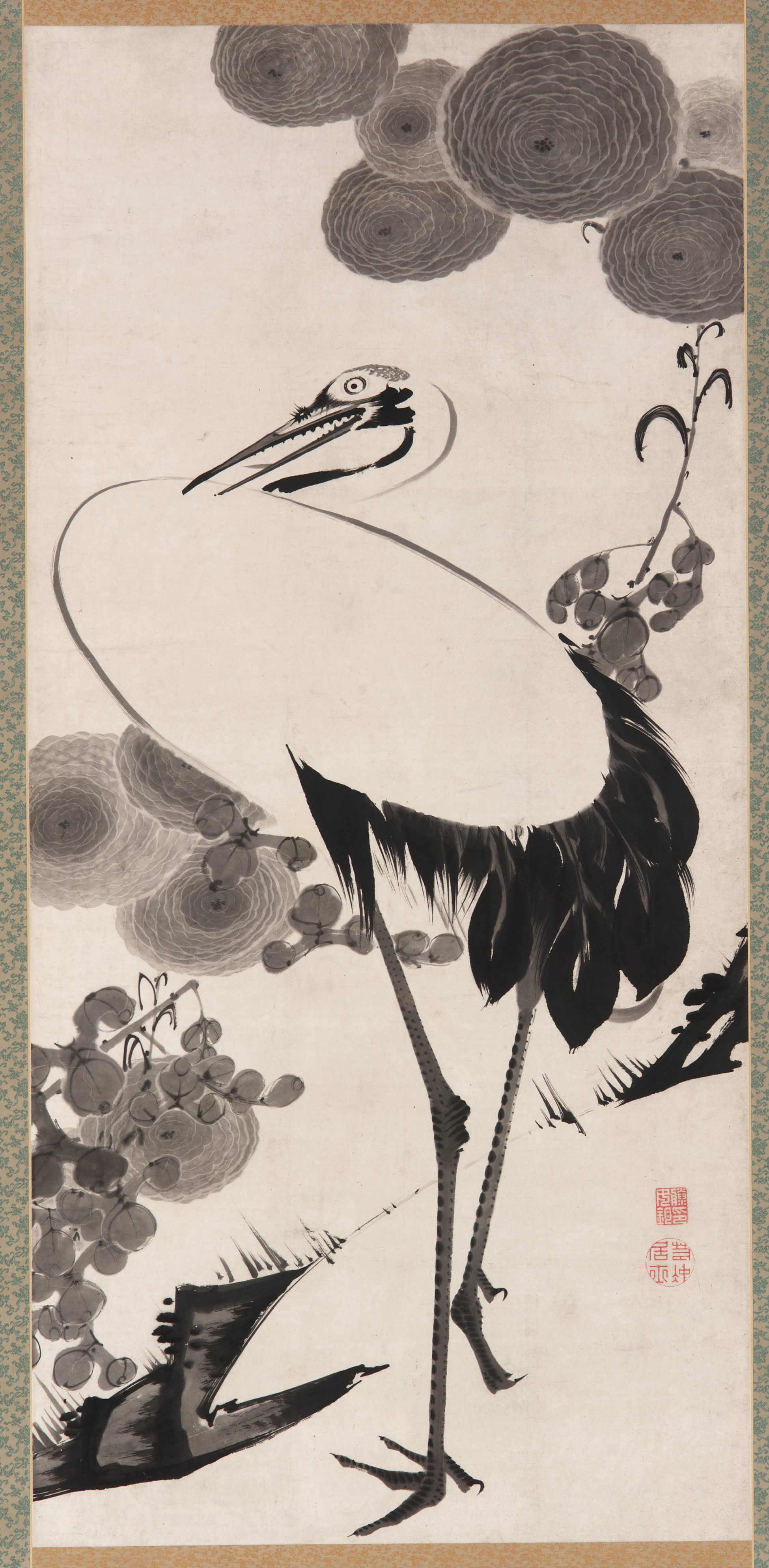
伊藤若冲『双鶴図』（18世紀、右隻）。若冲はタンチョウをモチーフに多数描いているが、この絵では創意により嘴に歯を描き加えている。
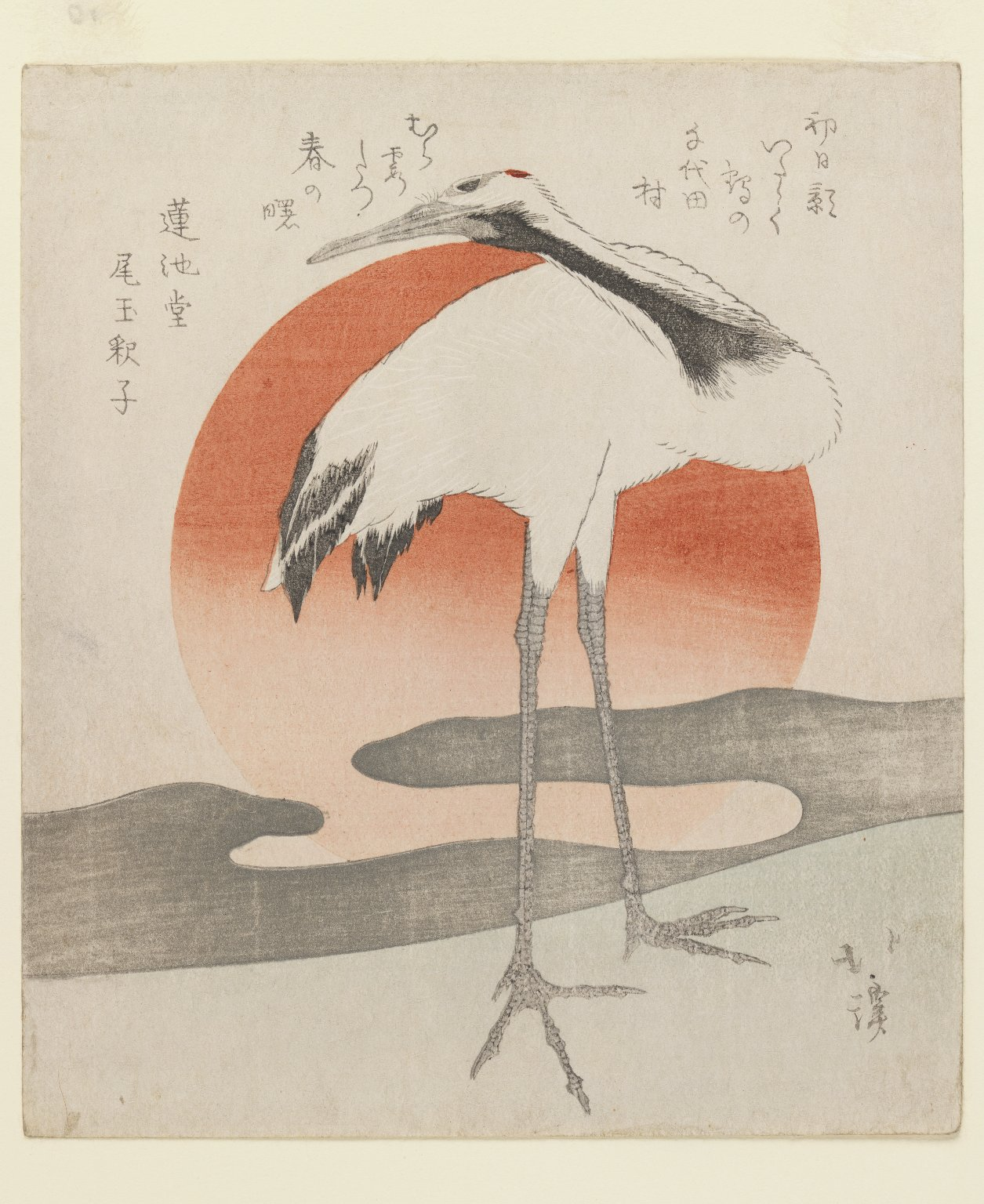
北斎の門人・魚屋北渓による木版画、初日に鶴図。
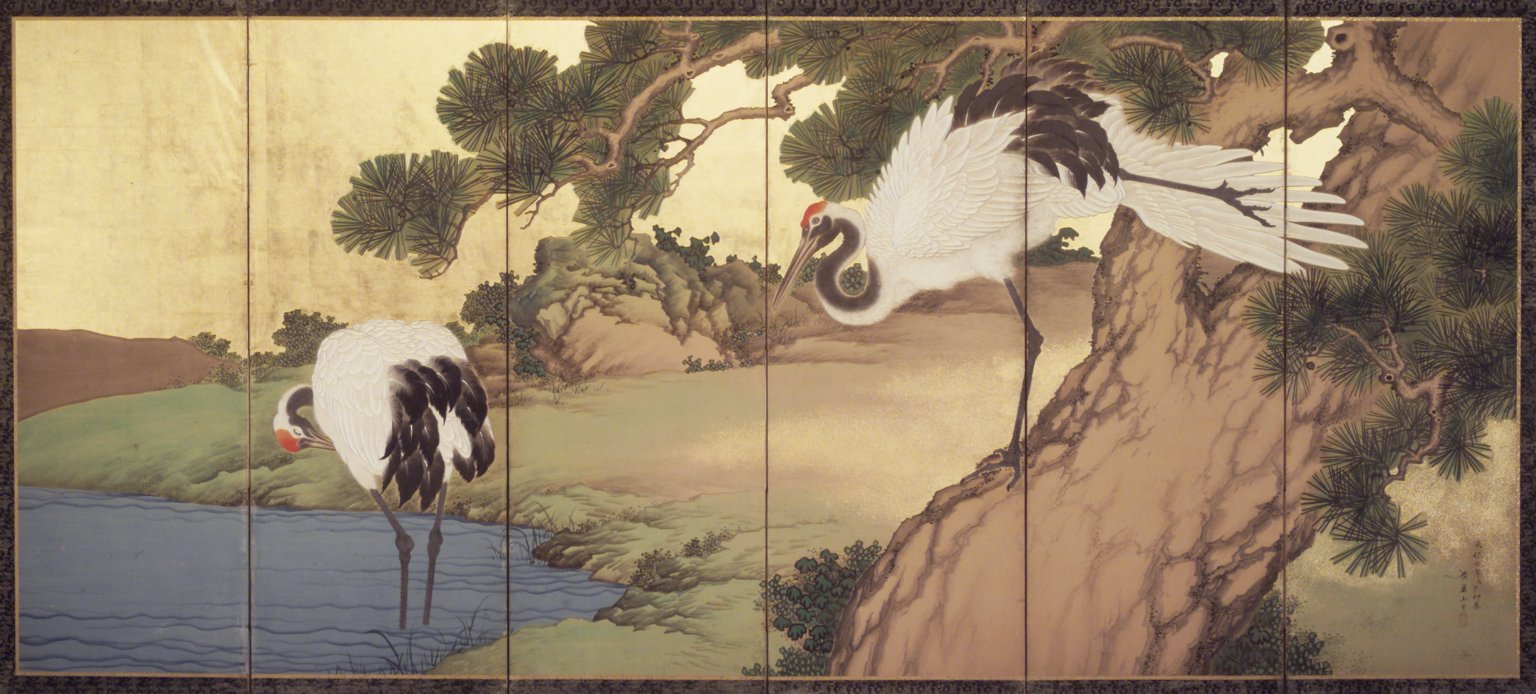
横山華山『松鶴図』（19世紀）
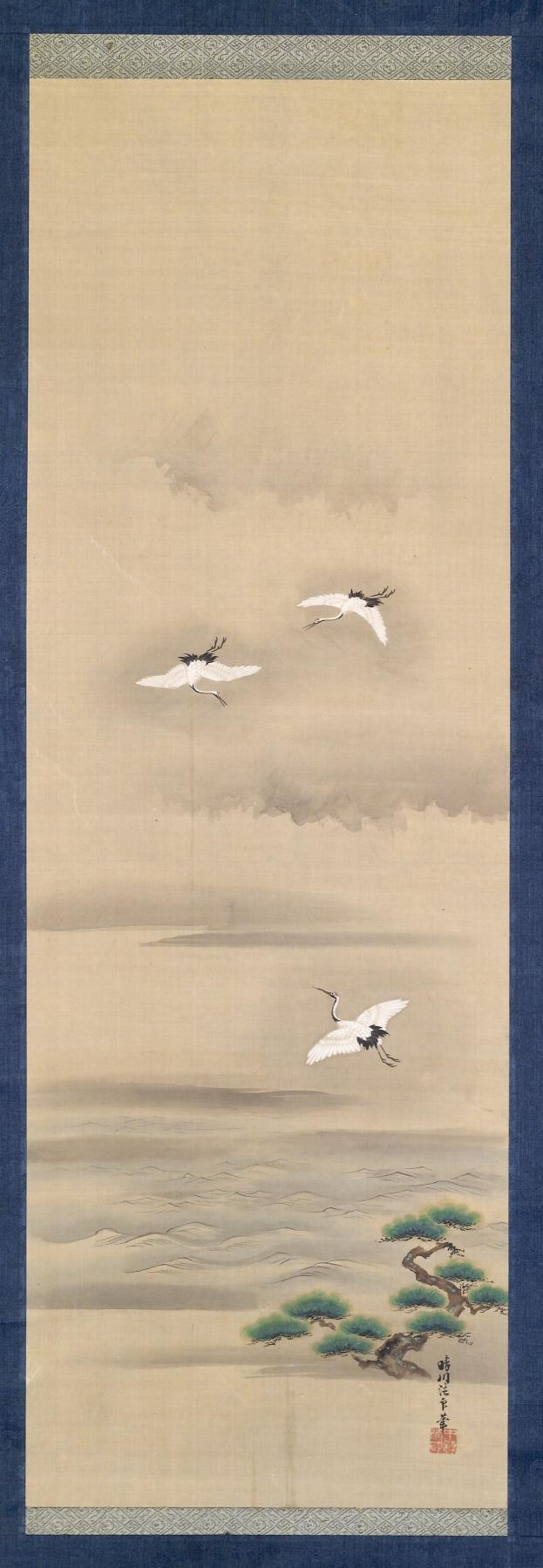
狩野養信筆（19世紀）。モチーフとしては非常によく描かれた定番的なものである。
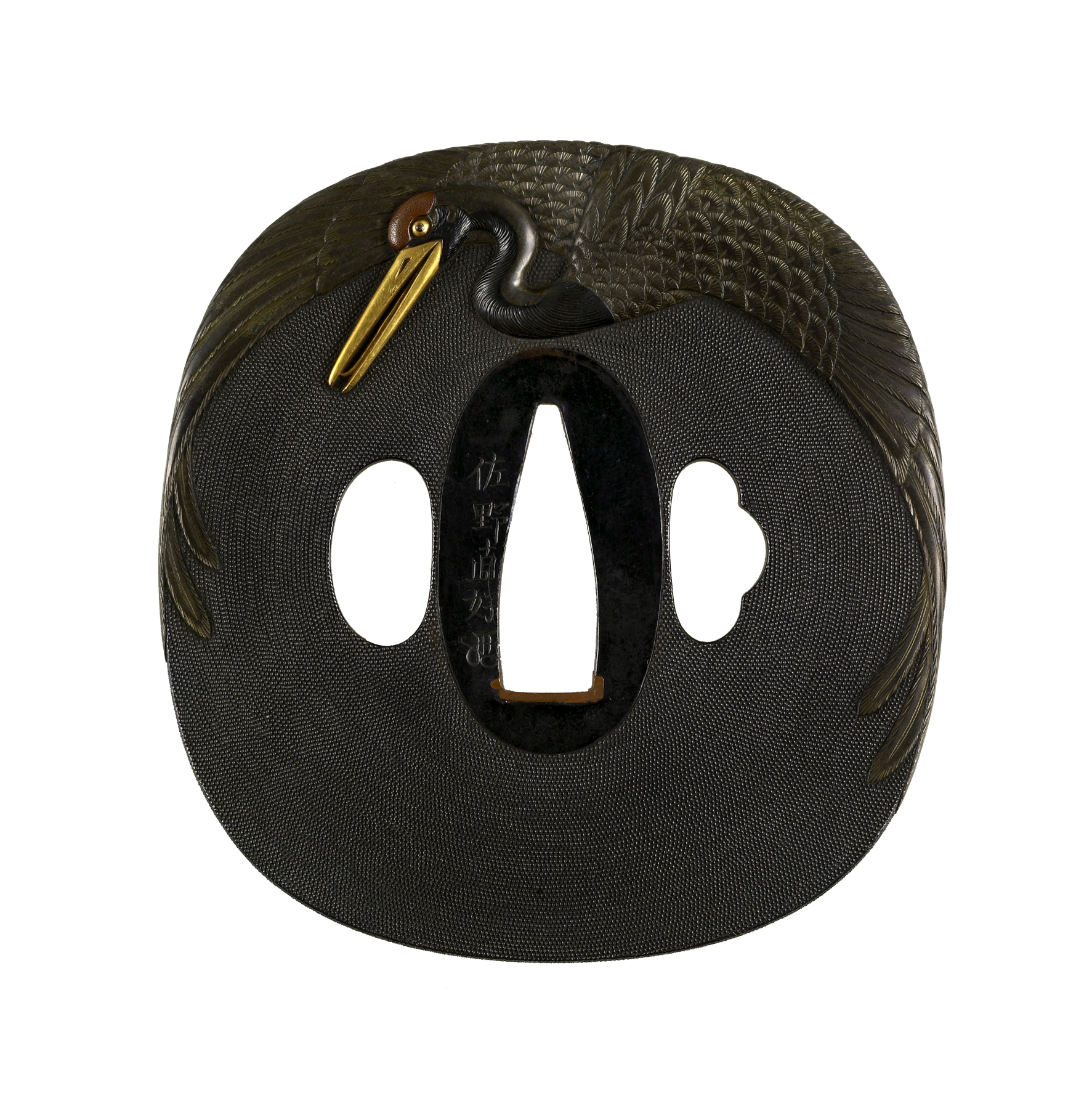
江戸末期の鍔。なお、裏面にはタンチョウの脚部が大きく描かれている。
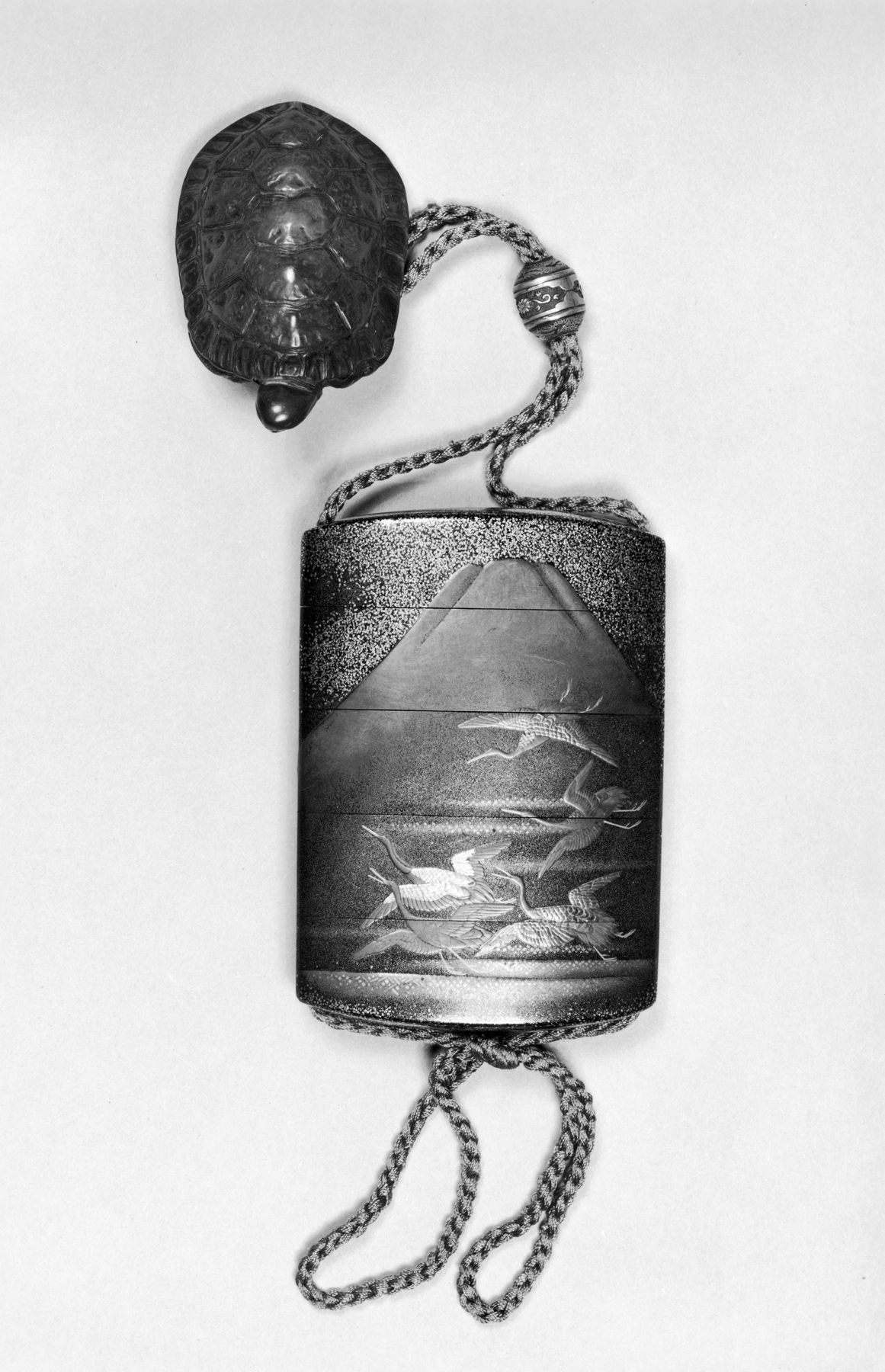
富士山に鶴をあしらった印籠と亀にかたどった根付（19世紀）
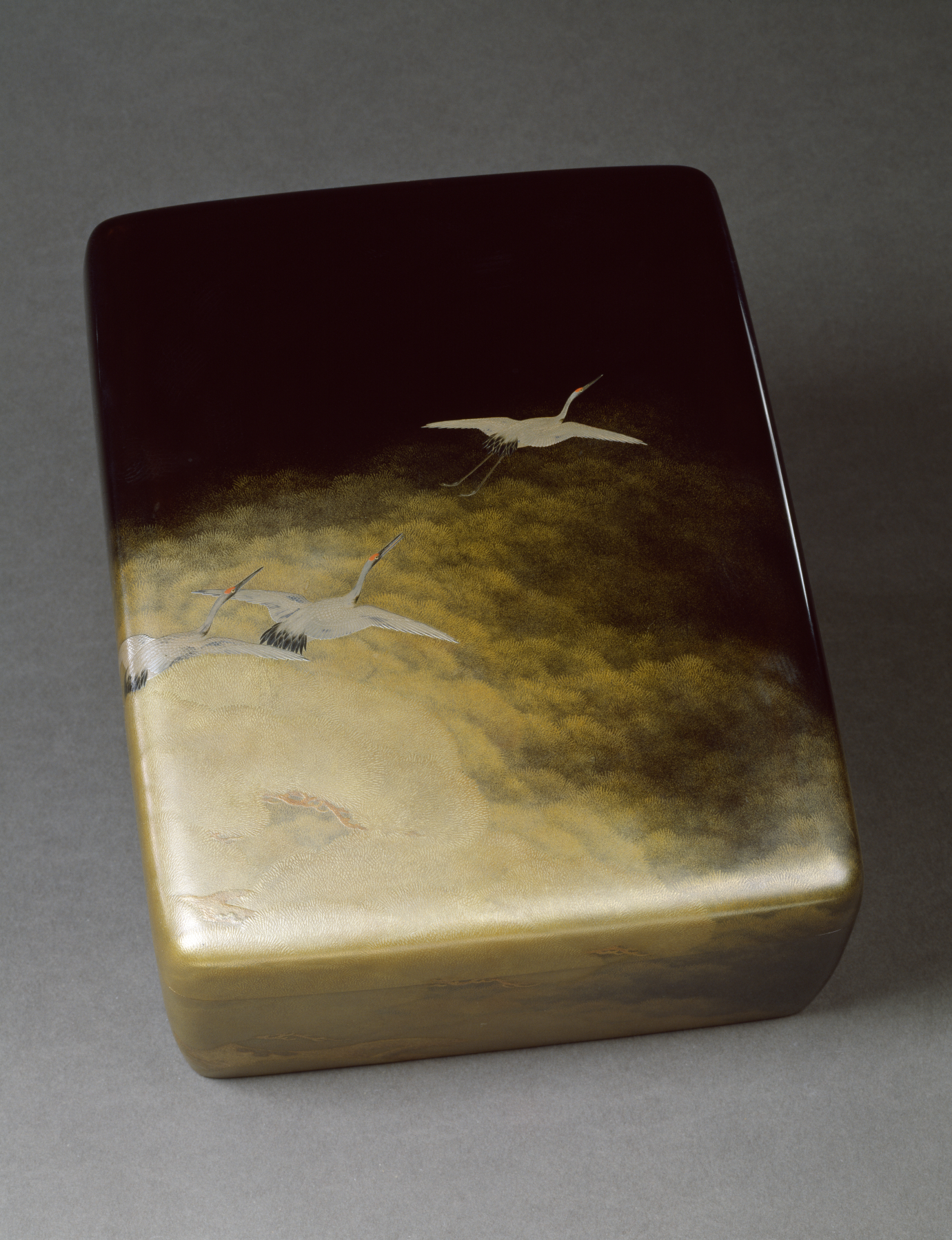
赤塚自得による蒔絵の料紙箱（明治時代）
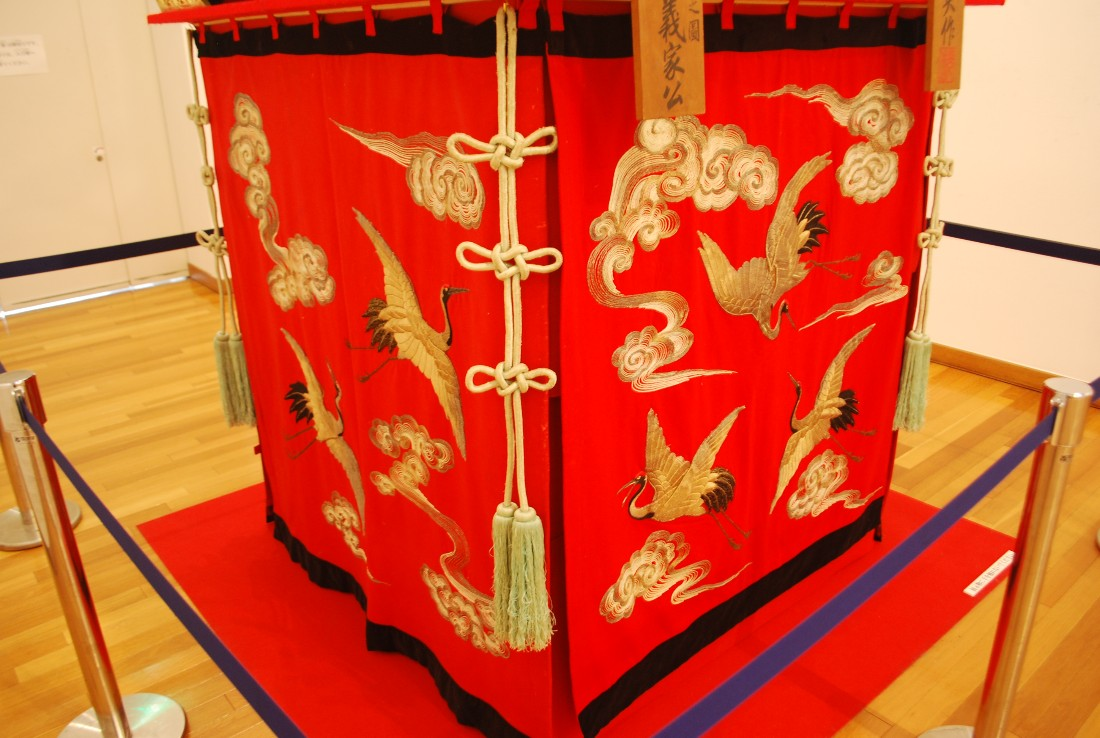
明治初期に制作された山車の四方幕（千葉県佐倉市）
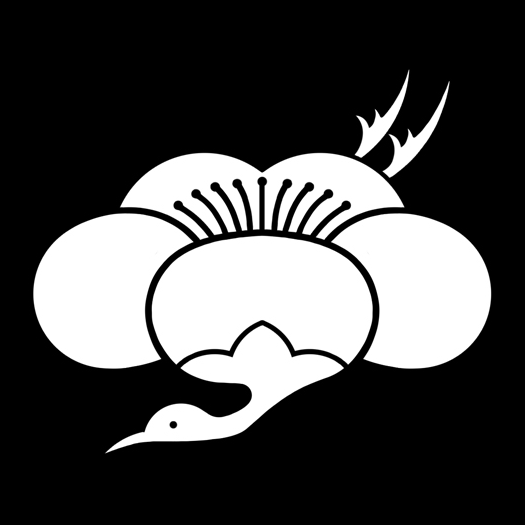
様式化を前提として生まれた派生デザインで、家紋の一つ「梅鶴」。類例として、菊鶴、沢瀉鶴、銀杏鶴、稲鶴、柏鶴などの紋もあった。

### 中国
中国で最も初期の鶴を象った文物といえば春秋戦国時代の青銅器「蓮鶴方壺」がよく知られているが、さらに古い殷商時代にも墳墓から鶴を象った彫刻が出土しているという。
『史記』や『左氏春秋』によると衛の懿公は鶴を愛好し、大夫の車に乗せ俸禄まで与えたことがある。
道教では、前述のとおり、タンチョウは仙人や不老長寿の象徴とされ珍重された。
一方で俗信としては、タンチョウの頭頂部からは猛毒の物質が採れるとされ、「鶴頂紅」「丹毒」などと呼ばれることがあった。
2007年に中華人民共和国国家林業局が、同国の国鳥にタンチョウの選定を提案し、国務院も受け入れたが、タンチョウの学名、英名ともに「日本の鶴」を意味することから、後に議論を呼ぶこととなった。
中国では先述のとおり、古くからタンチョウが親しまれ愛されてきた経緯がある。選定の際にはインターネットでのアンケートを参考にしており、全510万票のうち65%を獲得するという圧倒的な得票率であったという。

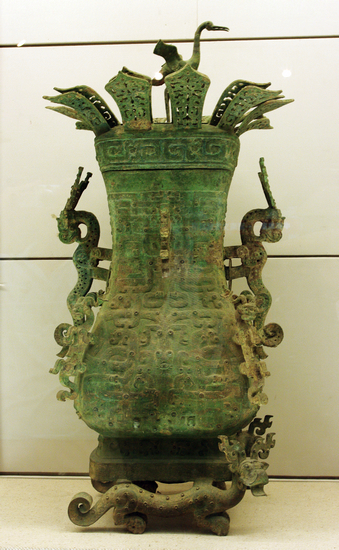
鶴と蓮をモチーフに象った“蓮鶴方壺”（春秋戦国時代）。河南博物院（中国語版）蔵。故宮博物院にも同様のものがある。
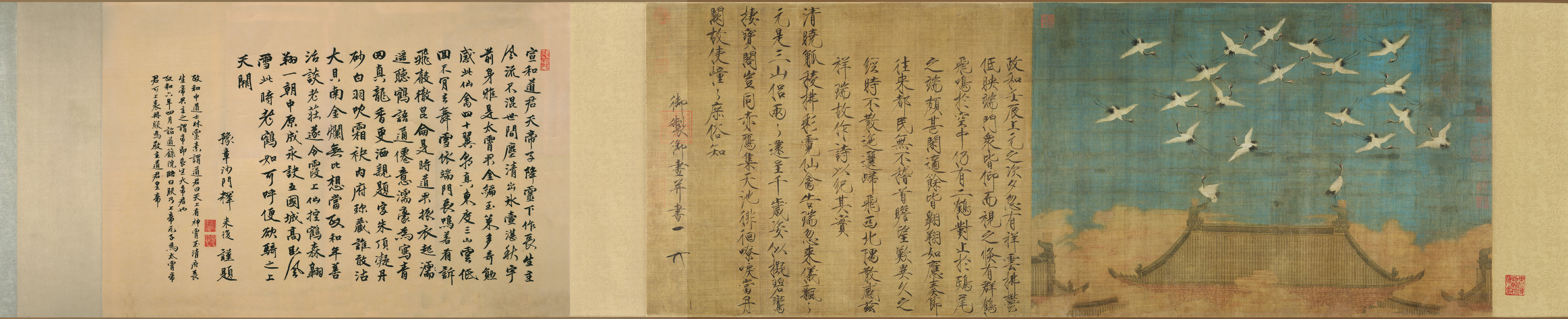
北宋時代の1112年（政和2年）のある日、皇宮の上に忽然と祥雲生じ、群鶴が舞い、衆人みなこれを目撃したという。この作品は、文人として知られる皇帝・徽宗が、これを記念して描き、詩を添えたもの。
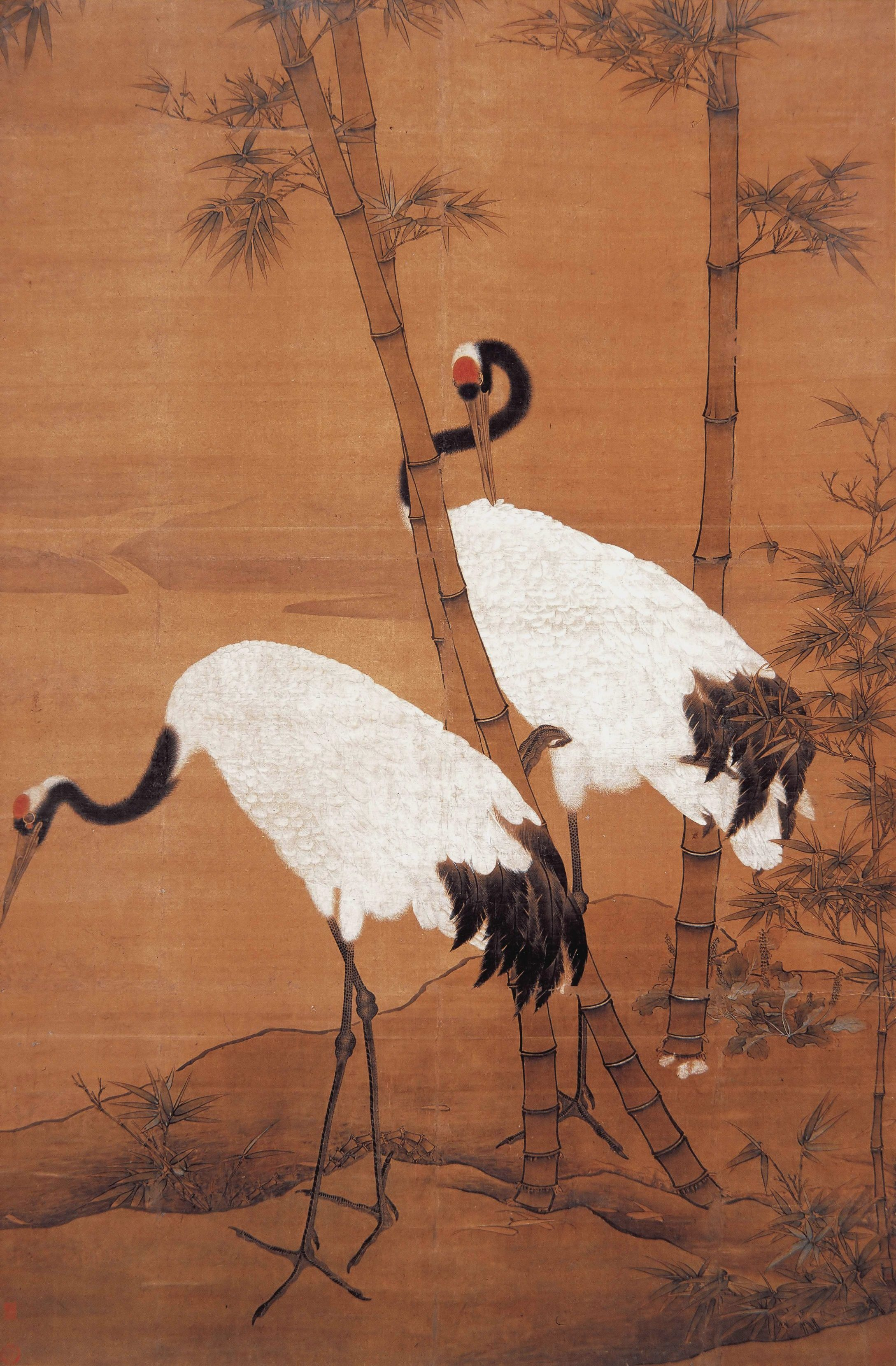
辺景昭（英語版）『竹鶴図』（15世紀）
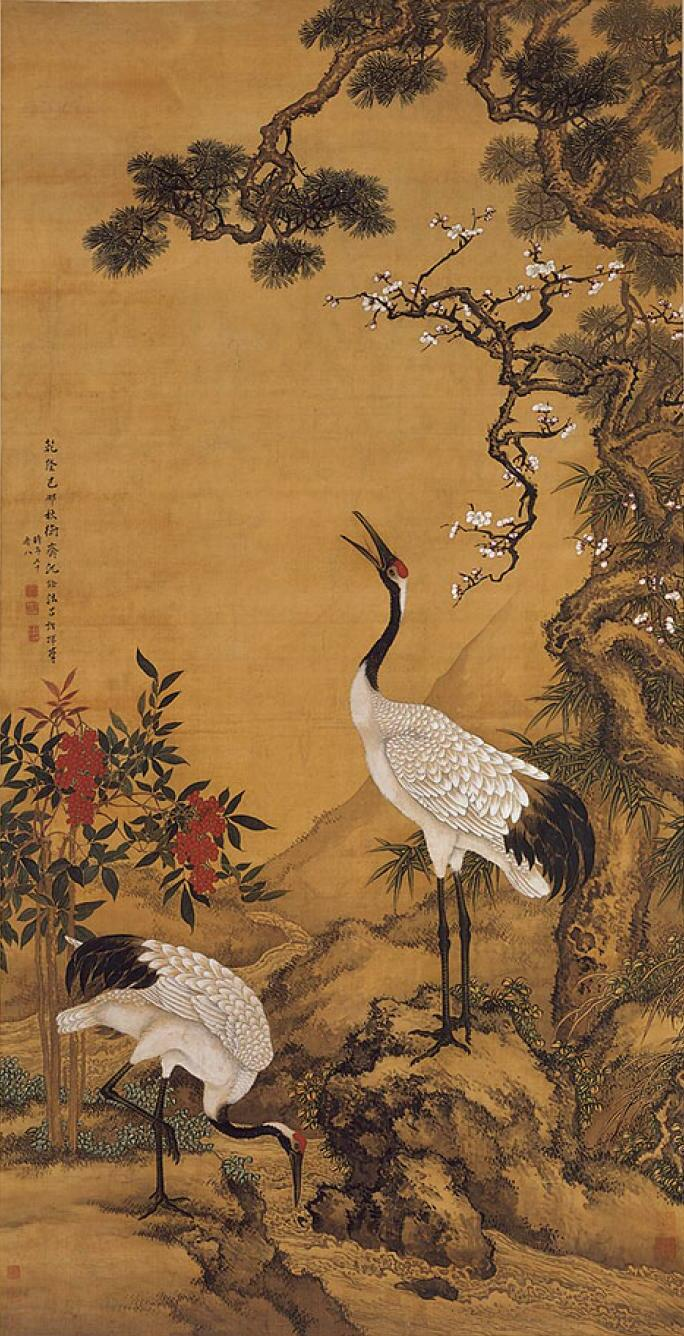
沈銓『松梅双鶴図』（18世紀）
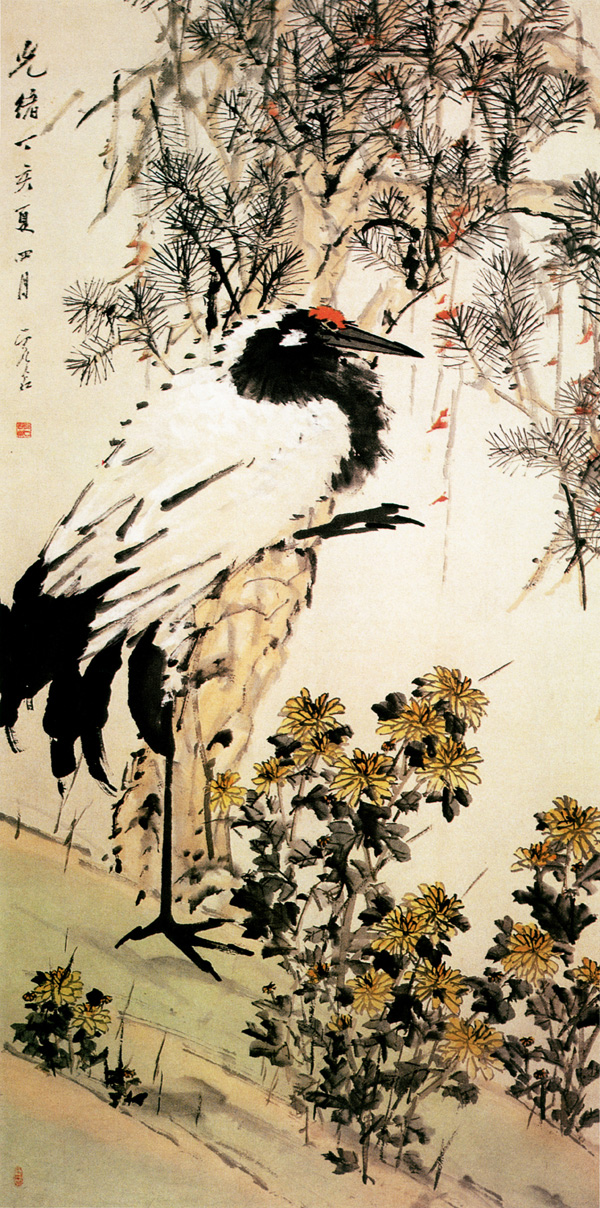
虚谷『松鶴延年図』（19世紀）。頸の折り曲がり具合などやや実際と異なるようにも見える。
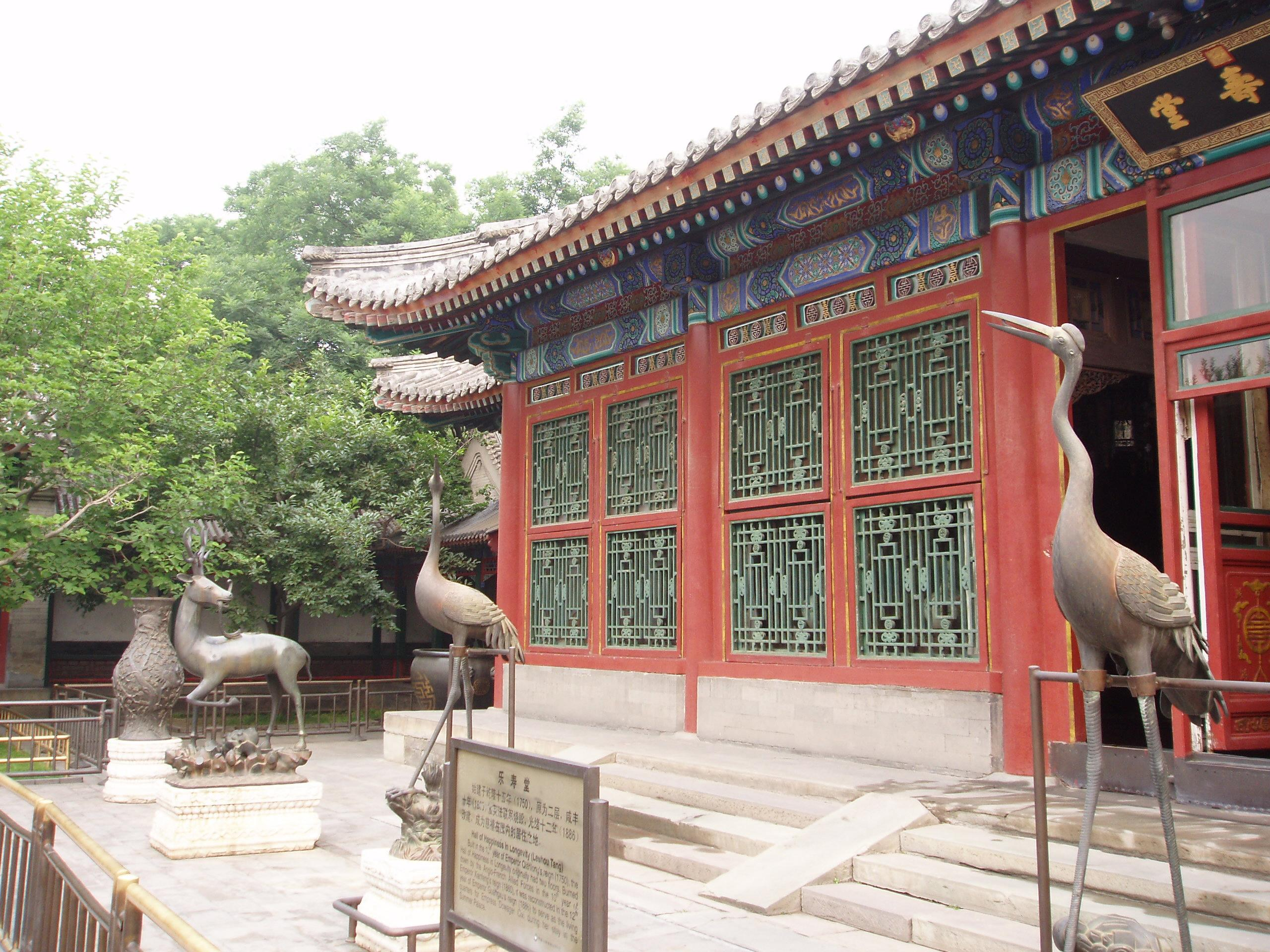
頤和園・楽寿堂の鶴像